# ياسين مظهر صديقي
ياسين مظهر صديقي الندوي (26 ديسمبر 1944 - 15 سبتمبر 2020)، هو عالم هندي مسلم سُني ومؤرخ، شغل منصب مدير معهد الدراسات الإسلامية بجامعة عليكرة الإسلامية .
توفي صديقي في 15 سبتمبر 2020. 

## الجوائز
مُنح صديقي جائزة شاه ولي الله الخامسة من قبل معهد الدراسات الموضوعية ، نيودلهي في 24 سبتمبر 2005. 

## من أعماله
تشمل كتب صديقي: 
- طارق تهذيب الاسلامى
- النبي محمد: قدوة للأقليات المسلمة[5]
- فهرس المخطوطات العربية بجامعة عليكرة الإسلامية الصادر عن مؤسسة الفرقان للتراث الإسلامي بلندن عام 2002.